# Bergia salaria
Bergia salaria là một loài thực vật có hoa trong họ Elatinaceae. Loài này được Bremek. mô tả khoa học đầu tiên năm 1933.